# سفارت تاجیکستان در لندن
سفارت تاجیکستان در لندن (انگلیسی: Embassy of Tajikistan, London) نمایندگی دیپلماتیک تاجیکستان در بریتانیا است. وظیفه اصلی آن نمایندگی از منافع تاجیکستان در بریتانیا و ارتقای روابط اقتصادی، سیاسی و فرهنگی بین دو کشور است. این سفارت طیف وسیعی از خدمات را به شهروندان تاجیکستانی مقیم یا در حال بازدید از انگلستان ارائه می دهد، از جمله کمک کنسولی، درخواست گذرنامه و ویزا و خدمات اسناد رسمی. همچنین به عنوان منبعی برای شهروندان بریتانیایی که به دنبال اطلاعات در مورد تاجیکستان و مردم آن هستند، عمل می کند. ریاست سفارت بر عهده یک سفیر است که توسط رئیس جمهور تاجیکستان منصوب می شود و در دولت بریتانیا معتبر است. سفیر فعلی «مسعود خلیفه زودا» می باشد.